# Volodymyr Borodianskyi
Volodymyr Volodymyrovych Borodianskyi (Ukrainien: Володимир Володимирович Бородянський; né le 15 janvier 1974, Novyï Rozdil, Lviv Oblast, Ukraine) est un Directeur de télévision ukrainienne, figure publique, entrepreneur et homme politique. Ministre de la culture, de la jeunesse et des sports de l'Ukraine (2019-2020), président du conseil d'administration du STB (2004–2018), Directeur de StarLightMedia (2012–2018), Président du Conseil pour le développement du complexe culturel, artistique et muséal national "Mystetsky Arsenal".

## Biographie
Volodymyr Borodianskyi est né le 15 janvier 1974 dans la ville de Novyï Rozdil, région de Lviv. Père — Volodymyr Efimovych Borodianskyii, a travaillé comme directeur général adjoint de l'Association de production de Novorozdilsk "Sera".
Volodymyr Borodianskyi est diplômé de l'école secondaire n° 2 de Novorozdolsk. Carrière de directeur des médias.

### Éducation
En 1991, après avoir obtenu son diplôme, il a étudié à la faculté d'économie de l'Institut agricole de Lviv à Dublyany, dans la région de Lviv. Il intègre ensuite l'Université économique nationale de Kyiv, à la faculté de finance et d'économie, où il obtient un diplôme en finance et crédit. En 1997, il est diplômé de l'université économique nationale de Kyiv.

## Carrière de responsable médias
En 2004, il a été élu président du conseil d'administration du STB.
Entre 2012 et fin 2018, il a dirigé le groupe médiatique StarlightMedia.
29 juillet 2019 Le président Zelensky a nommé Volodymyr Borodianskyi conseiller humanitaire étranger.
En 2021, Volodymyr Borodianskyii est devenu membre du conseil d'administration de Media Group Ukraine. Il est notamment chargé d'élaborer des changements qui permettront d'accroître la part des contenus de divertissement artistiques et non éducatifs et d'en assurer l'efficacité économique.

## Président du conseil d'administration du STB
Sous la direction de Borodianskyii, STB a consolidé sa position dans le domaine audiovisuel. Le STB a changé de vecteur, passant du canal informatif au canal cognitif-divertissant.
En 2006, le programme d'information Vikna Novyny a reçu la "Plume d'or", et en 2007, il a été nommé "Téléports préférés". En 2008, ce titre est attribué au programme "Za Viknamy", et en 2009 – "Ukrayina maye talant",.
En 2007, 2009, 2010 et 2011, le Vikna Novyny a remporté le prix Teletriumph en tant que meilleur programme d'information de la télévision ukrainienne.
En 2008, STB est devenu le leader des chaînes de télévision ukrainiennes avec une audience commercialement significative pour les 14-49 ans, selon GFK.
Parallèlement à son travail télévisuel, Volodymyr Borodianskyii a popularisé les projets de divertissement et de télévision sociale à la télévision ukrainienne. Parmi eux "Everybody Dance!", "Ukrayina maye talant", "X-Factor", "Weighted and happy" (The Biggest Loser), "I am shy of my body" (Embarrassing Bodies), "MasterChef Ukraine", et d’autres encore.
À l'initiative de M. Borodianskyi, STB a pris en charge toutes les dépenses liées à l'organisation, au déroulement et à la diffusion en direct de la sélection nationale pour l'Eurovision.

## Responsable du groupe média StarlightMedia
2012 - 2018 Borodianskyi était à la tête du groupe médiatique StarlightMedia. Depuis 2012, sous sa direction, on trouve des chaînes du groupe média à l'échelle nationale : ICTV, STB, nouvelle chaîne, Oce TV, M1, M2.
En 2013, Borodianskyi a proposé de lancer l'initiative "Pure Sky" - pour placer légalement un contenu vidéo créé par un groupe de médias sur un lecteur spécial.
Depuis 2014, et sous la direction de Borodianskyi StarlightMedia a augmenté sa propre production en série. Parmi plus de 50 projets mis en œuvre avec succès : Lesya + Roma's, Cossacks. Absolutely false history, Variaty, Khto zverkhu, Revizor. En général, les produits de l'entreprise dans l'éther traditionnel ainsi que sur les sites spécialisés sont regardés par jusqu'à 98% de la population ukrainienne.
En 2015, une nouvelle division Starlight Entertainment est apparue dans la structure du groupe de médias, qui s'occupe d'idées théâtrales, de concerts, de fêtes et d'autres événements de divertissement.
En 2016, Starlightmedia a battu le record des télépositions. Leur part s'est élevée à 30%, ce qui est devenu le plus élevé de ces trois dernières années. Les leaders parmi les chaînes de télévision étaient STB avec les programmes "X-Factor-7", "Masterchef-6", "Pesé et heureux-6", ICTV avec un projet Diesel-Show et Novyi Kanal avec les programmes "Supermodel en ukrainien", "Khto zverkhu" et "Revizor".
En 2018, Volodymyr Borodianskyi a présenté le projet "Transformation" d'optimisation des processus de gestion dans la holding média. Le projet visait à améliorer la gestion interne et, pendant 5 ans, à rendre le groupe de médias StarlightMedia rentable.

### #KinoKrayina
En 2015, Borodianskyi a réuni les plus grandes holdings ukrainiennes de télévision et de cinéma dans le groupe d'initiative #Kinokraїna pour créer une branche rentable et compétitive de la production de séries et d'audience en Ukraine. Le groupe a pu subir l'adoption de la loi "Sur le soutien de l'État à la cinématographie", qui est entrée en vigueur en 2017,.

## Ministre de la culture, de la jeunesse et des sports de l'Ukraine
V. Borodianskyi a été nommé ministre de la Culture, de la Jeunesse et des Sports le 2 septembre 2019.
Borodianskyi a ainsi déclaré la nécessité de faire un geste en ukrainien, a annoncé la création du Fonds pour le développement de l'espace d'information. La création du programme de mobilité pour les écoliers, qui prévoit le voyage des étudiants en Ukraine aux frais du budget de l'État et la création d'une bibliothèque électronique.
Sous le mandat de Borodianski, des cours en ligne de langues ukrainienne et tatare de Crimée pour les Tatars de Crimée (enfants et adultes) ont été mis en place, un programme distinct pour les projets et initiatives tatares de Crimée au sein du Fonds culturel ukrainien a été ouvert.

## Faits marquants
Volodymyr Borodianskyi a eu l'idée de créer une adaptation moderne de la nouvelle d'Ivan Netchouï-Levytsky "La famille Kaidash", qui est devenue la série "Catch Kaidash".
Borodianskyii a rendu populaire les émissions de talents à la télévision ukrainienne. Le premier projet de ce type a été l'émission "Dance everything" (adaptation du format britannique So you-think you can dance ?) dont la sortie finale en décembre 2008 a touché un téléspectateur sur quatre en Ukraine. "Je suis timide de mon corps" - le seul télé-projet de ce format dans l'espace post-soviétique.